# Mumford & Sons
Mumford & Sons és un grup musical britànic de folk rock. Els seus membres són Marcus Mumford (veu, guitarra, percussió, mandolina), Ben Lovett (veu, teclat, acordió, percussió), "Country" Winston Marshall (veu, banjo, guitarra, guitarra amb ressonador) i Ted Dwane (veu, contrabaix, percussió, guitarra). Mumford & Sons es va formar el desembre de 2007 dins la coneguda com a "escena folk del Londres oest".
El grup va guanyar popularitat al llarg de 2010 gràcies a actuacions davant de grans audiències i a les seves primeres aparicions en televisió als Estats Units. L'1 de desembre de 2010 la banda va ser guardonada amb dues nominacions als Premis Grammy, una per Millor artista revelació i una altra per Millor cançó de rock (amb "Little Lion Man"). L'any 2011, Mumford & Sons va guanyar el Premi Brit al millor àlbum brittànic.

## Estil musical i influències[calcitació]
Mumford & Sons fan servir instruments dels gèneres bluegrass i folk, com ara el banjo, el contrabaix, la mandolina i el piano, tocats amb un estil rítmic basat en el rock alternatiu i el folk. La majoria de les seves lletres tenen una gran influència literària, com ara el nom del seu àlbum debut "Sigh No More", extret d'un vers de l'obra Much Ado About Nothing (Molt soroll per no res) de William Shakespeare.

## Guardons[calcitació]
Nominacions
- 2013: Grammy al millor àlbum d'americana